# Krepoljin
Krepoljin (cyr. Крепољин) – wieś w Serbii, w okręgu braniczewskim, w gminie Žagubica. W 2011 roku liczyła 1542 mieszkańców.